# Olinda
Olinda és un municipi brasiler de l'estat de Pernambuco, a la Regió Metropolitana de Recife. Posseeix a prop de 391000 habitants (IBGE/2007) i és una de les ciutats colonials més ben preservades de Brasil. Va ser la segona ciutat brasilera a ser declarada Patrimoni Històric i Cultural de la Humanitat per la UNESCO, el 1982.

## Etimologia
Un mite popular diu que el nom Olinda tindria origen en una suposada exclamación del donatário Duarte Coelho – "Oh, bufona situació per a construir-s'una vila!". Però de fet, el nom advém d'un personatge femení del romanç de cavalaria Amadis de Gaula.

## Història
A l'estat de Pernambuco, és una de les més antigues ciutats brasileres, havent estat fundada (encara com un poblat) el 1535 per Duarte Coelho. Va ser elevada a vila el 12 de març de 1537. Olinda era seu de la capitania de Pernambuco, però va ser incendiada pels holandesos a causa de la seva localització. Segons la concepció holandesa de fortificació, Olinda detenia un perfil de difícil defensa. Davant d'això, transferiren la capital de Nova Holanda a Recife.
El 1654, quan els portuguesos van reprendre el poder i van expulsar els holandesos, torna a ser capital de Pernambuco. El 1676 va ser elevada a la categoria de ciutat. El 1837, deixa de ser capital per ser-ho Recife.

### Foralisme d'Olinda
La concessió de Foralitat el 1537, feta pel primer donatàri, noble de formació europea, estableix ponts amb el món peninsular i europeu, guanyant així inserció en el vell continent. La Foralitat d'Olinda confereix a la població el títol de Vila i estableix el seu patrimoni públic. No obstant això, no posseeix la forma de les foralitats "manuelinos" i s'allunya dels models textuals existents, presentant-se com una carta de donació que no posseeix en el seu contingut la definició dels limits del Terme de la Vila, les normes judicials i penals i la càrrega fiscal imposada als habitants.
La Foralitat de 1537 no va rebre, per part dues primers regidors, el capellà que requeria el document original, per tant, el 1550, la Càmera va sol·licitar al donatari una còpia del document, la qual va ser llençada del llibre de tombo i matrícula dona Capitania. Amb la invasió holandesa en 1630 i l'incendi de 1631, el document guardat en l'arxiu del consell va ser novament perdut. En 1654, després de la restauració del domini portuguès a Pernambuco, el text va ser localitzat en el Mosteiro de São Bento d'Olinda i d'ell va ser traslladat el 1672.

## Demografia
Olinda té una població de quasi 377.000 habitants (360.554 a l'àrea urbana), i una superfície de 37,9 quilòmetres quadrats, formant part de la regió metropolitana de Recife. Situat a una distància de 6 km de la capital de l'estat, limita amb Paulista, al nord, Recife, al sud i oest, i l'oceà Atlàntic a l'est.

## Cultura
A part de la seva bellesa natural, Olinda és també un dels grans centres culturals del Brasil. El seu centre històric va ser declarat el 1982 Patrimoni Històric i Cultural de la Humanitat per la UNESCO. Olinda reviu l'esplendor del passat tots els anys durant el Carnaval, al so del frevo, Maracatú l'original i altres ritmes de Pernambuco. El carnaval, amb la seva barreja de portuguès i Danses africanes manté la seva essència i s'assembla molt a un carnaval de les diferents zones de Portugal.
El 2005, Olinda va ser elegida com la primera Capital Cultural del Brasil. Aquest projecte és una iniciativa de l'organització Capital de la Cultura Brasilera (CBC), amb el suport dels Ministeris de Cultura i Turisme, amb l'Organització de les Nacions Unides per l'Educació, Ciència i la Cultura (Unesco).

## Fills il·lustres
- Chico Science